# Leichtathletik-Weltmeisterschaften 2019/Teilnehmer (Peru)
| Gelbes Symbol für Goldmedaillen mit stilisierten Olympischen Ringen | Graues Symbol für Silbermedaillen mit stilisierten Olympischen Ringen | Braundes Symbol für Bronzemedaillen mit stilisierten Olympischen Ringen |
| ------------------------------------------------------------------- | --------------------------------------------------------------------- | ----------------------------------------------------------------------- |
| —                                                                   | —                                                                     | —                                                                       |

Der Leichtathletikverband von Peru nahm an den Leichtathletik-Weltmeisterschaften 2019 in Doha teil. Eine Athletin und zwei Athleten wurden vom peruanischen Verband nominiert.

## Frauen

### Laufdisziplinen
| Athlet       | Disziplin   | Vorlauf | Vorlauf | Halbfinale | Halbfinale | Finale | Finale |
| Athlet       | Disziplin   | Zeit    | Platz   | Zeit       | Platz      | Zeit   | Platz  |
| ------------ | ----------- | ------- | ------- | ---------- | ---------- | ------ | ------ |
| Leyde Guerra | 20 km Gehen |         |         |            |            | DNF    | DNF    |

## Männer

### Laufdisziplinen
| Athlet             | Disziplin   | Vorlauf | Vorlauf | Halbfinale | Halbfinale | Finale    | Finale |
| Athlet             | Disziplin   | Zeit    | Platz   | Zeit       | Platz      | Zeit      | Platz  |
| ------------------ | ----------- | ------- | ------- | ---------- | ---------- | --------- | ------ |
| Luis Henry Campos  | 20 km Gehen |         |         |            |            | 1:37:20 h | 29     |
| José Carlos Mamani | 20 km Gehen |         |         |            |            | DSQ       | DSQ    |